# Sedlmayer Tamás
Sedlmayer Tamás (Budapest, 1995. január 6. –) magyar válogatott vízilabdázó, szélső poszton.

## Pályafutása
A 2012-es U19-es Eb-n hatodik, az U18-as világbajnokságon második volt. A 2013-as U20-as világbajnokságon negyedik lett. A 2014-es U19-es Európa-bajnokságon ezüstérmet szerzett. 2015-ben az U20-as világbajnokságon harmadik helyen végzett.
2021-ben a Vasas játékosa lett.

## Eredményei

### Klubcsapattal

#### Ferencváros
- Magyar bajnok: 2017–18, 2018–19
- LEN-bajnokok ligája győztes: 2019
- LEN-Európa-kupa-győztes: 2017–18, 2022–23[3]
- LEN-szuperkupa-győztes: 2018, 2019[4]
  - Ezüstérmes: 2017

### Válogatottal
- U18-as világbajnokság: 2. hely (2012)
- U19-es Európa-bajnokság: 6. hely (2012), 2. hely (2014)
- U20-as világbajnokság: 4. hely (2013), 3. hely (2015)